# Ordre équestre du Saint-Sépulcre de Jérusalem
 (novembre 2020).
Pour les articles homonymes, voir Ordre du Saint-Sépulcre.
L’ordre équestre du Saint-Sépulcre de Jérusalem est un ordre de chevalerie religieux, de droit pontifical, qui s'inspire des croisades, et recréé en 1847 par décret papal. C'est maintenant un ordre au statut d'association de fidèles catholiques reconnue par le Saint-Siège et non un ordre religieux de frères (voir ordre canonial régulier du Saint-Sépulcre), et qui œuvre pour aider la communauté chrétienne installée en Terre sainte, aujourd'hui territoire d'Israël, de la Palestine, de Jordanie et de Chypre. Sa devise est Deus lo vult, qui se traduit en français moderne par Dieu le veut.

## Histoire

### Recréation de l'Ordre en 1847
Pie IX dès le début de son pontificat avait eu un grand souci de la Palestine, d'autant que l'Empire ottoman commençait à vaciller. Le pape voulut unifier les forces missionnaires au Proche-Orient, jusqu'alors divisées entre diverses congrégations. Le 23 juillet 1847, par le bref Nulla Celebrior, il rétablit le patriarcat latin de Jérusalem et nomma patriarche Giuseppe Valerga. Le nouveau patriarche devint le grand prieur de ce nouvel Ordre le 15 janvier 1848.
Dès qu'il prit l'ordre en mains, Valerga voulut le réorganiser. Il demanda la division des chevaliers en grades et classes, avec des attributs propres non seulement pour se présenter comme les autres ordres, mais aussi pour pouvoir récompenser ceux qui se seraient signalés par des mérites particuliers. Après des années d'insistance, Pie IX, par la lettre apostolique Cum multa sapienter du 24 janvier 1868, institua les trois classes demandées, chevaliers, commandeurs et grand-croix, en amendant les statuts de l'ordre de 1746 . Le patriarche entreprit en 1867 une tournée des principales cours catholiques d'Europe en vue obtenir la reconnaissance juridique de l'ordre. Valerga, en remplaçant la clause de noblesse requise jusqu'alors par la notion d'appartenance à une élite, voulut faire croître le nombre des chevaliers. En moins de 25 ans, il créa 1 417 chevaliers censés vivre more nobilium.
La question de l'admission des femmes au sein de l'ordre se posa très rapidement. Dans la société du XIXe siècle, les états n'admettaient des femmes dans les ordres de chevalerie ou de mérite qu'à titre exceptionnel. Se fondant sur un cartulaire du Saint-Sépulcre, publié à Paris en 1849 qui citait déjà des noms de dames, le patriarche obtint de Pie IX en 1871, l'autorisation d'accepter une noble dame anglaise dans l'ordre. Fort de ce précédent, le deuxième patriarche, Bracco, en accepta une centaine entre 1873 et 1889. Le pape Léon XIII par le bref Venerabilis frater du 3 août 1888 donna son approbation à la réception des dames dans l'ordre.

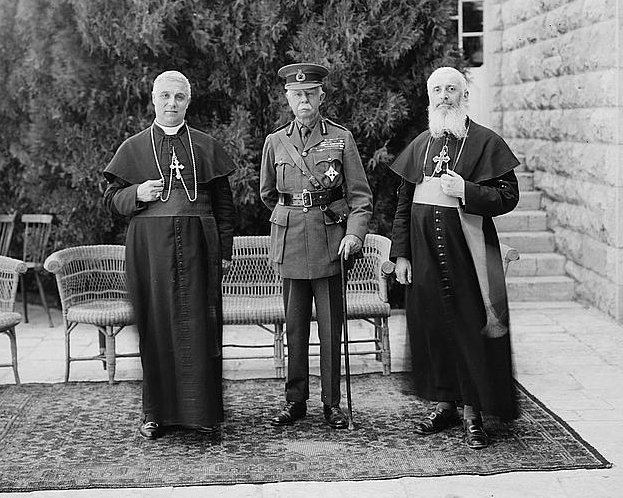
Le patriarche latin de Jérusalem en 1926, à droite.

Pour consolider la position de l'ordre en Terre sainte, le pape Pie X se réserva pour lui et ses successeurs la charge de grand maître par la lettre apostolique Quam multa du 13 octobre 1908 et accorda aux chevaliers une place dans les chapelles papales, tandis que le patriarche est désigné comme Recteur et administrateur perpétuel de l'Ordre. Pie XI restitua au patriarche ses prérogatives par la lettre apostolique du 6 janvier 1928 et confie à l'Ordre l'œuvre de la préservation de la foi en Palestine.
À la suite d'une controverse protocolaire surgie entre l'ordre du Saint-Sépulcre et l'ordre souverain de Malte, qui revendiquait la fusion de l'ordre canonial régulier du Saint-Sépulcre avec l'ordre de Saint-Jean de Jérusalem dont il se réclame héritier, l'ordre du Saint-Sépulcre fut alors désigné comme « ordre équestre du Saint-Sépulcre de Jérusalem » tandis que la dignité de grand maître, qui ne pouvait appartenir qu'à l'ordre hospitalier, restaurée par Pie X, fut abolie et les baillis représentants le patriarche devaient dorénavant être appelés « lieutenants » avec le prédicat d'« excellence ». Ces nouveaux statuts présentés par le patriarche furent approuvés par un décret de la Congrégation du cérémonial le 5 août 1931.
En juillet 1940, Pie XII institua un cardinal protecteur de l'ordre. Son rôle se développa d'autant plus que le second conflit mondial paralysait l'action du patriarche latin de Jérusalem. La grande maîtrise fut restaurée le 14 septembre 1949 par le bref Quam Romani Pontifices au profit du cardinal protecteur. De nouveaux statuts furent rédigés et promulgués, aux termes desquels l'Ordre, placé sous la protection du Saint-Siège, jouirait de la personnalité juridique et serait dévolu à un cardinal grand maître nommé par le souverain pontife. La visibilité de l'Ordre à Rome fut manifesté par l'établissement de son siège ecclésial en l'église de San Onofrio concédée motu proprio le 15 août 1945 et par l'affectation du palais della Rovere, situé près du Vatican, qui devint le siège du grand magistère, définitivement établi à Rome, Jérusalem demeurant le siège historique.
La dernière modification statutaire a été approuvée par le pape Paul VI en 1977.
L'ordre est considéré par le droit canonique comme une association publique de fidèles.

## Buts de l'Ordre
Les buts de l'ordre du Saint Sépulcre sont définis dans l'article II de ses statuts à savoir :
- Accroître parmi ses membres laïcs la pratique de la vie chrétienne, en fidélité absolue au Souverain Pontife, en observant comme base les principes de la charité, qui pour l'ordre sont un moyen fondamental d'aide à la Terre sainte
- soutenir et aider, notamment par une aide matérielle, les œuvres et les institutions cultuelles, caritatives, culturelles et sociales de l'Église Catholique en Terre sainte, particulièrement celles situées dans la juridiction du Patriarcat Latin de Jérusalem (diocèse recouvrant Israël, la Jordanie, la Cisjordanie, Gaza, Chypre)[5].
- encourager la conservation et la propagation de la Foi dans ces régions, en y intéressant les catholiques répandus dans le monde entier, unis dans la charité par le symbole de l'Ordre, ainsi que tous les chrétiens ;

## Organisation
L'ordre du Saint-Sépulcre est une « personne juridique de droit canonique », selon le droit de l'Église catholique, composée de membres laïcs et d'ecclésiastiques. Les « Constitutions de l'ordre équestre du Saint-Sépulcre », qui régissent actuellement l'ordre, ont été approuvés le 8 juillet 1977 par le pape Paul VI.

### Gouvernement de l’ordre

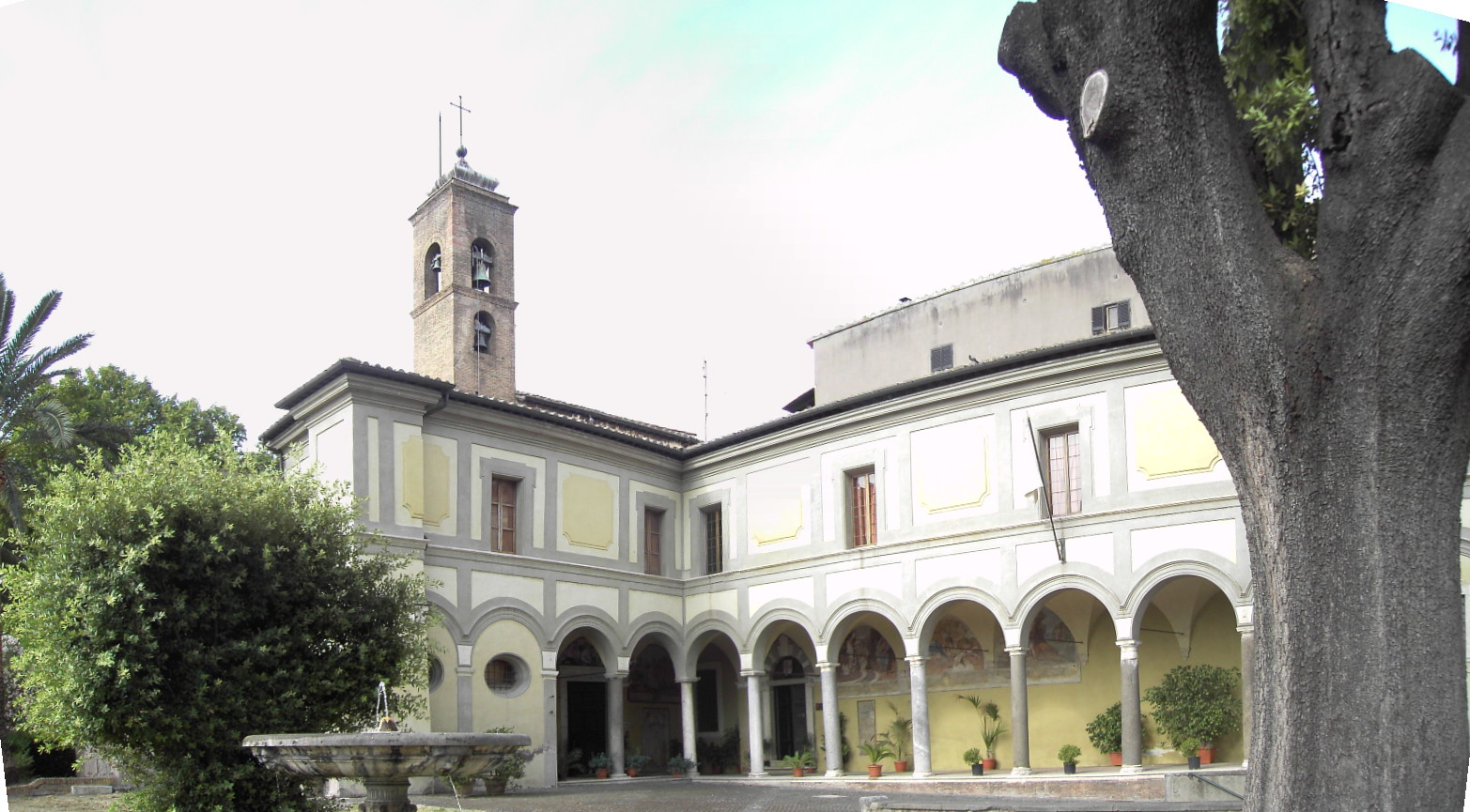
Saint-Onuphre au Janicule, siège de l'ordre

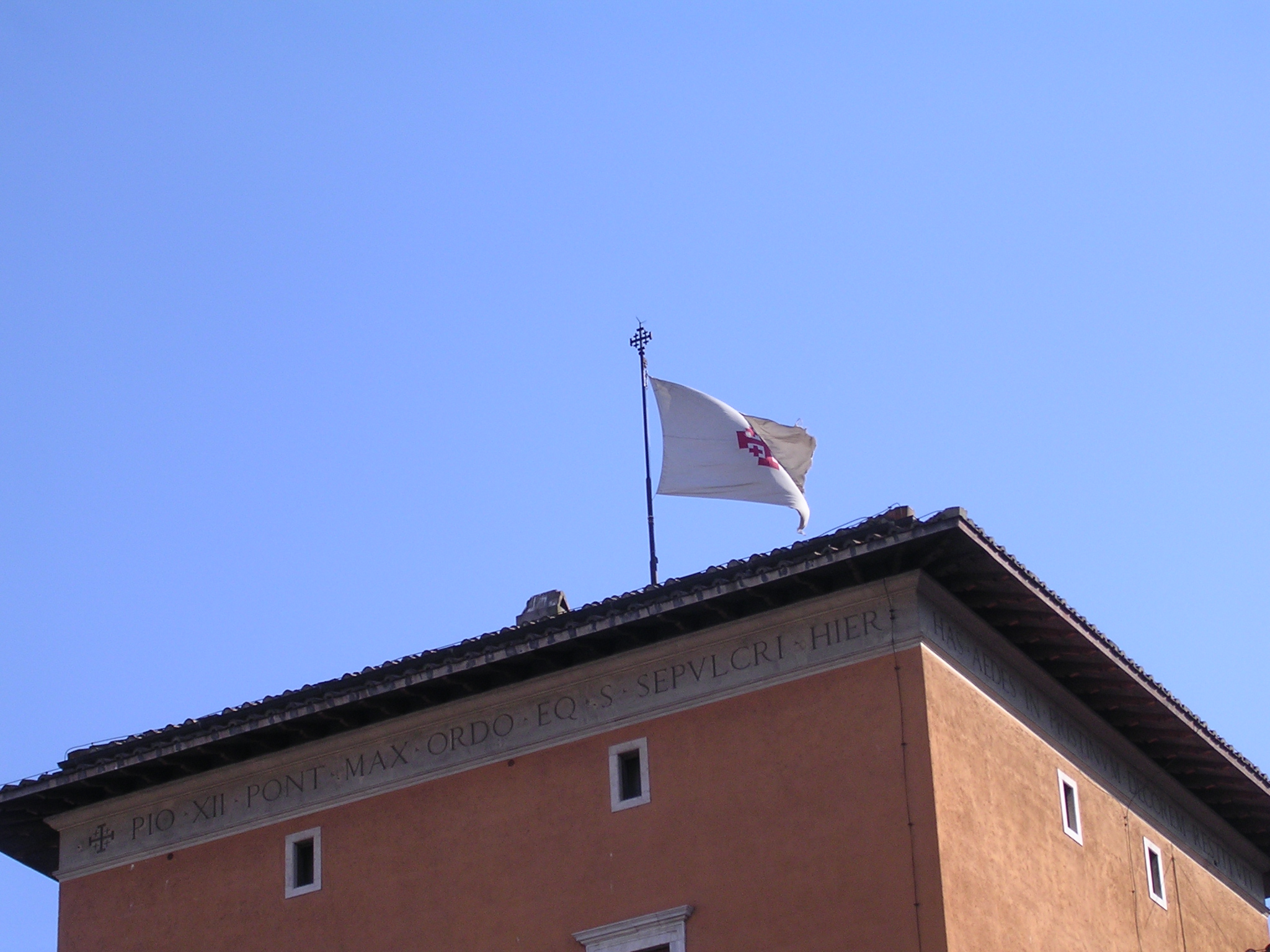
Le pavillon de l'ordre dans le Palais Della Rovere, siège administratif

Bénéficiant du statut de droit pontifical, il est placé sous la protection du Saint-Siège et le gouvernement d'un cardinal grand maître.
Le grand maître donne ses directives et dirige l'Ordre depuis son siège du palais Della Rovere situé à Rome. Il assure les rapports de l'institution avec le Saint-Siège et les hautes autorités ecclésiastiques et civiles internationales. Au niveau national, il délègue généralement ses fonctions aux lieutenants ou aux délégués magistraux sur le territoire de leur compétence.
Le grand magistère de l'Ordre assiste le grand maître en organisant et coordonnant ses activités à travers le monde et plus particulièrement en Terre sainte, ainsi que la gestion et l'administration du patrimoine de l'Ordre. Il est composé par :
- le lieutenant-général, choisi parmi les membres laïcs de l'ordre, qui représente le grand maître ;
- le gouverneur général, également choisi parmi les membres laïcs, qui supervise les activités du grand magistère, de la Consulta et des commissions, étudie des besoins des œuvres en Terre sainte et des lieutenances et organise l'administration courante ;
- le chancelier, secrétaire du grand magistère et de la Consulta, supervise les nominations et promotions dans l'ordre ainsi que le renouvellement des charges des lieutenances ;
- le cérémoniaire, choisi parmi les membres ecclésiastique organise les cérémonies religieuses et traite des questions concernant la vie spirituelle de l'Ordre ;
- une dizaine de membres de l'Ordre, choisis et nommés par le grand maître, dont les deux tiers sont des laïcs.

Deux assemblées se réunissent pour assister le grand maître :
- le Conseil du grand magistère est l'organe exécutif du grand magistère. Il rassemble le gouverneur général, le chancelier et les membres éventuels du grand magistère ;
- la Consulta, convoquée et présidée par le grand maître qui en détermine l'ordre du jour, réunit le patriarche grand prieur, l'assesseur, les lieutenants et délégués magistraux, un représentant de la secrétairerie d'État et un représentant de la Congrégation pour les Églises orientales.

L'assesseur est un prélat, nommé par le cardinal grand maître avec l’approbation du pape. Il peut être présent aux réunions du grand magistère, sans droit de vote. Durant la vacance de la charge de grand maître ou l'éventuel empêchement de celui-ci, il représente l'Ordre et le dirige en collaboration avec les organismes statutaires prévus. Il est relevé de sa fonction lors de la nomination du nouveau grand maître qui peut cependant le confirmer dans sa charge.

#### Grand magistère actuel
La composition du grand magistère est la suivante :
- Grand maître : le cardinal Fernando Filoni (depuis le 8 décembre 2019) ;
- Grand prieur : Pierbattista Pizzaballa, patriarche latin de Jérusalem ;
- assesseur du grand maître de l'Ordre : Giuseppe Lazzarotto ;
- assesseur d'honneur du grand maître de l'Ordre : Antonio Franco, chevalier grand-croix, palme d'or de Jérusalem ;
- lieutenant général : chevalier de collier professeur Agostino Borromeo ;
- gouverneur général : chevalier de collier ambassadeur Léonardo Visconti di Modrone ;
- vice-gouverneurs généraux : chevalier grand-croix Paul Bartley, chevalier grand-croix Thomas Pogge, chevalier grand-croix Jean-Pierre de Glutz-Ruchti, chevalier grand-croix Enric Mas ;
- vice-gouverneurs généraux honoraires : chevalier grand-croix George T. Ryan, chevalier grand-croix Jean Marc Allard, chevalier grand-croix Simonart, chevalier grand-croix Adolfo Rinaldi, chevalier de collier Patrick Powers, chevalier de collier Giorgio Moroni Stampa ;
- chancelier : chevalier grand-croix ambassadeur Alfredo Bastianelli ;
- chancelier honoraire : chevalier grand-croix ambassadeur Ivan Rebernik ;
- cérémoniaire : Fortunato Frezza ;
- membres : dame grand-croix Mary Currivan O’Brien, grand officier Flavio Rondinini, chevalier grand-croix Nicholas McKenna, chevalier grand-croix Leopoldo Torlonia, chevalier grand-croix Dominique Neckebroeck, chevalier grand-croix Vincenzo Buonomo, chevalier grand-croix Michael Scott Feeley ;
- dignitaires honoraires : chevalier grand-croix Aldo Maria Arena, chevalier grand-croix Graaf Mario Cantuti Castelvetri, chevalier grand-croix Dennis J. Looney, chevalier grand-croix Michael Earthman, chevalier grand-croix Otto KasparR, chevalier grand-croix John Ralph, chevalier grand-croix Batholomew John McGettrick, dame grand-croix Christa von Siemens, chevalier grand-croix Pierre Blanchard, chevalier grand-croix João de Castro de Mendia, chevalier grand-croix Joseph E. Spinnato, Heinrich Dickmann, chevalier grand-croix John C. Piunno, chevalier grand-croix Thomas E. McKiernan, chevalier grand-croix Bo J. Theutenberg, grand officier Philippe Plantade.

#### Cardinaux grands maîtres
En 1940, Pie XII nomma Nicola Canali protecteur de l'ordre. La mission du cardinal grand maître est définie en 1949 par le bref apostolique Quam Romani Pontifices :
| Dates     | Blason | Titulaire                 |
| --------- | ------ | ------------------------- |
| 1949-1960 |        | Nicola Canali             |
| 1960-1972 |        | Eugène Tisserant          |
| 1972-1988 |        | Maximilien de Furstenberg |
| 1988-1995 |        | Giuseppe Caprio           |
| 1995-2007 |        | Carlo Furno               |
| 2007-2011 |        | John Patrick Foley        |
| 2011-2019 |        | Edwin O'Brien             |
| 2019-     |        | Fernando Filoni           |

### Les lieutenances
L'ordre est organisé en lieutenances, nationales ou régionales. Une ou plusieurs lieutenances existent dans tous les pays où l'Ordre possède une organisation structurée. Actuellement[Quand ?], on en compte 62, réparties dans 32 pays.
Les lieutenances assurent l'exécution des directives du grand maître dans la limite de leur compétence territoriale. Elles informent chaque année le grand magistère de toutes les activités développées localement. Chaque lieutenance est responsable de son administration et de sa gestion financière.
La lieutenance est dirigée par un « lieutenant », désigné par le grand maître. Il est assisté d'un grand prieur, membre ecclésiastique le l'ordre nommé par le grand maître et choisi parmi les évêques. Il dirige les activités religieuses de la lieutenance.
Comme le grand maître, le lieutenant est assisté d'un Conseil, généralement composé :
- du chancelier,
- du secrétaire,
- du trésorier,
- du cérémoniaire ecclésiastique,
- du cérémoniaire laïc,
- de quelques conseillers.

Afin de décentraliser son action, la lieutenance peut instituer des sections dirigées par un président et des délégations locales dirigées par un délégué, tous laïcs mais assistés par un prieur ecclésiastique.

#### La lieutenance de France
En France, l’Ordre a été reconnu par la grande chancellerie de la Légion d’honneur en 1857, en 1928 et en 1932 en tant qu’ordre du Saint-Siège.
Conseil de Lieutenance :
- Lieutenant : Le CGA Christian Piotre, chevalier grand-croix
- Grand prieur : Bernard-Nicolas Aubertin, cist., archevêque émérite de Tours, chevalier grand-croix
- Chancelier : Jean-Louis Noël, chevalier grand-croix
- Secrétaire : Jean Hanoteau, commandeur
- Trésorier : Xavier Regnaut, commandeur
- Cérémoniaire ecclésiastique : abbé Bernard Zimmerman, commandeur
- Cérémoniaire laïc : Jérôme Husson, commandeur

- Conseillers : Stéphane Lancereaux, Gilles Colleville, Jacques Dupoyet, Jean Lacau Saint Guily, Agnès Mazodier, Antoine de Villoutreys de Brignac, Pierre de Lauzun, Guillaume Barreau, Luc d'Archimbaud

Lieutenants pour la France honoraires : général Bernard Fleuriot, chevalier grand-croix ; Pierre Murret-Labarthe, chevalier grand-croix

#### La lieutenance de Belgique
Organisation de l'Ordre en Belgique :
- Lieutenant de Belgique : Damien de Laminne de Bex, grand officier
- Grand prieur : Guy Harpigny, évêque de Tournai, grand officier,
- Chancelier : Benoît Sibille, commandeur,
- Secrétaire : Daniel Meert, chevalier
- Trésorier : Daniel de Moffarts, grand officier,
- Cérémoniaire ecclésiastique : Edouard van Maele, chevalier,
- Cérémoniaire laïc : N/N
- Conseillers : Philippe Petit, grand officier ; Jacques van Rijckevorsel, commandeur ; Peter Nédée, commandeur, Thierry de Codt, chevalier.

- Lieutenants de Belgique émérites : François t'Kint de Roodenbeke et Jean-Pierre Fierens, chevaliers grand-croix,

| Europe | Europe | Amérique | Amérique | Autres continents |
| --- | --- | --- | --- | --- |
| Allemagne : Lieutenant : Michael Schnieders grand prieur : Reinhard Marx Angleterre et Pays de Galles : lieutenant : Michael F. Whelan grand prieur : Kevin Mc Donald, archevêque de Southwark Autriche : lieutenant : Andreas Leiner grand prieur : Raimund Schreier Belgique : lieutenant : Damien de Laminne de Bex grand prieur : Guy Harpigny Écosse : lieutenant : Franck Lunny grand prieur : Patrick O'Brien, archevêque de Saint Andrew et Edinburgh Espagne occidentale : lieutenant : Juan Garcìa y Martinez grand prieur : José M. Estepa Llaurens Espagne orientale : lieutenant : Juan Carlos de Balle y Comas grand prieur : Lluís Martínez i Sistach Finlande : lieutenant : Lauri Juhani Gorski grand prieur : Józef Wrobel, archevêque d'Helsinki France : lieutenant : Le CGA Christian Piotre grand prieur : Bernard-Nicolas Aubertin, archevêque émérite de Tours Gibraltar : Régent ad interim grand prieur : Charles Caruana Hongrie : lieutenant : László Tringer grand prieur : László Paskai Irlande : lieutenant : Nicolas Mc Kenna grand prieur : Sean Brany, archevêque d'Armagh et primat d'Irlande Italie centrale et Sardaigne : lieutenant : Alberto Consoli palermo grand prieur : Giovanni De Andrea Italie méridionale Adriatique : lieutenant : Francesco Zippitelli grand prieur : Francesco Cacucci | Italie méridionale Thyrénéenne : lieutenant : Gaetano dal Negro grand prieur : Beniamino Depalma Italie septentrionale : lieutenant : Silverio Vecchio grand prieur : Giovanni Giudici Italie Sicile : lieutenant : Lorenzo Lo Monaco grand prieur : Paolo Romeo Luxembourg : lieutenant : Jacques Klein grand prieur : Fernand Franck, archevêque émerite de Luxembourg Malte : lieutenant : Victor Licari grand prieur : Emanuele Gerada Monaco : lieutenant : Hubert Perrin grand prieur : Bernard Barsi Norvège : délégué magisral : vacant grand prieur : Arne Marco Kiserbom, vicaire général d'Oslo Pays-Bas : lieutenant : Godfried Prickaerts grand prieur : Antonius Hurkmans, évêque de Bois-le-Duc (s'Hertogenbosch) Pologne : lieutenant : Jerzy Wojtcsak grand prieur : Józef Glemp Portugal : lieutenant : Rezende grand prieur : José da Cruz Policarpo Slovénie : lieutenant : Janez Zajek grand prieur : Anton Jamnik Suède : lieutenant : Carl Falck grand prieur : Anders Arborelius, archevêque de Stockholm Suisse : lieutenant : Donata Maria Krethlow-Benziger grand prieur : Charles Morerod Tchéquie : délégué magistral : Tomáš Parma grand prieur : Jan Graubner, archevêque de Prague | Argentine : régent ad interim et grand prieur : Héctor Aguer, archevêque de La Plata Brésil : lieutenant : Gustavo Affonso Capanema grand prieur : Filippo Santoro, évêque de Petrópolis Canada - Atlantique : lieutenant : Trudy Comeau grand prieur : Anthony Mancini, archevêque d'Halifax. Canada - Montréal : lieutenant : Luc Harvey grand prieur : Christian Lépine, archevêque de Montréal Canada - Québec : lieutenant : Mireille Éthier grand prieur : Gérald Cyprien Lacroix, archevêque de Québec et primat du Canada Canada - Toronto : lieutenant : Hugh MacKinnon grand prieur : Thomas Collins Canada - Vancouver : lieutenant : Declan Lawlor grand prieur : Raymond Roussin, archevêque de Vancouver Colombie : lieutenant : Manuel de Uribina Gaviria grand prieur : Arturo Franco Arango États-Unis - Centre atlantique : lieutenant : John Piunno grand prieur : William Keeler, archevêque de Baltimore États-Unis - Centre-Nord : lieutenant : John W. Rapp Jr grand prieur : Francis George, archevêque de Chicago États-Unis - Est : lieutenant : Raymond Teatum grand prieur : Edward Egan, archevêque de New York États-Unis - Nord-Est : lieutenant : John W. Spillane grand prieur : Seán O'Malley, archevêque de Boston États-Unis - Nord-Ouest : lieutenant : John Hugh Mc Guckin grand prieur : George Niederauer, archevêque de San Francisco États-Unis - Nord : lieutenant : George T. Zirnhelt grand prieur : Joseph Naumann, archevêque de Kansas City | États-Unis - Ouest : lieutenant : Patrick D. Powers grand prieur : vacant États-Unis - Sud-Est : lieutenant : Anthony J. Capritto grand prieur : Alfred C. Hughes, archevêque de La Nouvelle-Orléans États-Unis - Sud-Ouest : lieutenant : Denis Malloy grand prieur : vacant Mexique : lieutenant : José maria Carracedo Bolinaga grand prieur : Ernesto Corripio Ahumada, archevêque émérite de Mexico Porto Rico : lieutenant : Enrique Vasquez grand prieur : Félix Lazaro, évêque de Ponce | Australie - Nouvelle-Galles du Sud : lieutenant : Glen John Coorey grand prieur : George Pell Australie - Ouest : lieutenant : Robert Peters grand prieur : Barry J. Hickey Australie - Queensland : lieutenant : Paul Bartley grand prieur : Paul Bathersby, archevêque de Brisbane Australie - Sud : lieutenant : Anthony Nemer grand prieur : Philip Wilson, archevêque d'Adélaïde Australie - Victoria : lieutenant : Timothy P. Mc Farlane grand prieur : Denis hart, archevêque de Melbourne Philippines : lieutenant : Francisco A. Alba grand prieur : Gaudencio Rosales, archevêque de Manille Taïwan : lieutenant : John Anales Lee grand prieur : Joseph Ti-Kang, archevêque émérite de Taipei |
| Source : Site officiel de l'ordre | | | | |

## Classes et grades dans l'ordre

1. chevaliers, 2. commandeur, 3. grand officier, 4. grand-croix, 5. chevalier de collier

Depuis le bref apostolique du pape Pie IX réformant les statuts, l'Ordre est divisé en trois classes.
- La première classe est une classe exceptionnelle qui regroupe les chevaliers de collier, ecclésiastiques et laïques, représentant dans cette classe deux groupes distincts. En souvenir des douze apôtres, leur nombre est limité à douze, dont le cardinal grand maître, de droit titulaire, ainsi que le patriarche latin de Jérusalem.

- La deuxième classe englobe tous les autres chevaliers qui, par grade décroissant, sont :
  - chevalier grand-croix,
  - grand officier,
  - commandeur,
  - chevalier.

- La troisième classe ne comporte que les dames de l'ordre :
  - dame de grand-croix,
  - dame de commanderie avec plaque,
  - dame de commanderie,
  - dame.

En règle générale, les admissions dans l'Ordre ont lieu au grade initial de chevalier ou de dame.

## Héraldique

### Armoiries et sceau de l'ordre
D'ancienne tradition, l'Ordre porte les armes attribuées au Royaume latin de Jérusalem, qui sont d'argent à la croix de Jérusalem d'or, mais avec l'émail de gueules, couleur de sang.
Elles portent, comme cimier, un heaume d'or surmonté d'un globe d'or, couronné de la couronne d'épines du Christ, flanqué de deux bannières d'argent à la croix de gueules. Comme tenants, deux anges en dalmatique de gueules ornée d'une coquille sur la poitrine, celui à dextre tenant une bannière d'or à la croix de gueules, celui à sénestre tenant un bourdon.
La devise est « Deus lo vult » (« Dieu le veut »).
Le sceau de l'Ordre, en forme d'amande, est entouré d'une bordure d'or avec la couronne d'épines du Christ et représente, repoussé dans l'argent ou imprimé dans la cire, la figuration du Christ sortant du sépulcre.

### La croix de Jérusalem

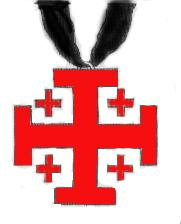
croix de l'ordre porté en France.

L'article 4 des statuts de l'Ordre stipule « ... en l'honneur de la passion du Christ, par respect envers le Souverain pontife et par obéissance envers le Vicaire du Christ et les évêques, nous avons adopté les saintes croix en l'honneur des cinq plaies de Notre-Seigneur Jésus-Christ pour nous distinguer parmi les infidèles. De plus, nous avons décidé de fonder l'ordre du Saint-Sépulcre de notre ville de Jérusalem, en l'honneur de la Résurrection et nous avons voulu que les dites croix rouges, en l'honneur des plaies infligées au Christ, soient portées par les chevaliers du dit Ordre... »
La croix de Jérusalem, ou croix du Saint-Sépulcre, est composée d'une croix à branches égales potencées, cantonnée de quatre petites croix appelées croisettes. Ces cinq croix rappellent les cinq plaies infligées au Christ sur la croix au Golgotha. Pour cette raison, on l'appelle également croix quintuplée.

### Privilèges héraldiques des membres de l’ordre
| Hiérarchie            | Office                                                                           | Ornements extérieurs |
|                       | Ecclésiastiques                                                                  | Les ecclésiastiques écartèlent leurs armes avec celles de l'ordre. |
|                       | Patriarche grand prieur et assesseur de l'ordre                                  | Le patriarche grand prieur et l'assesseur de l'ordre portent les armes de l'ordre en chef. |
|                       | Chevaliers de collier, lieutenants, membres du grand magistère et grands prieurs | Les chevaliers de collier, les membres grand magistère, les lieutenants et les grands prieurs portent un parti à dextre à la croix de Jérusalem. |
|                       | Laïcs                                                                            | Les laïcs posent leur écu sur la croix de Jérusalem, privilège non transmissible |
| Hiérarchie de l'ordre |                                                                                  | |
|                       | Cardinal grand maître                                                            | Le cardinal grand maître écartèle ses armes avec celles de l'ordre, d'argent à la croix de Jérusalem de gueules. Il le timbre du chapeau héraldique de gueules à 5 rangées de houppes et cordons de même. Le tout posé sur un manteau mouvant de la couronne d'épines surmontée du cimier. |
|                       | Patriarche grand prieur                                                          | Le patriarche grand prieur de l'ordre met au chef de ses armes celles de l'ordre, d'argent à la croix de Jérusalem de gueules. Il le timbre du chapeau héraldique de sinoples à 5 rangées de houppes et cordons de même.                                                                   |
|                       | Assesseur                                                                        | L'assesseur met au chef de ses armes celles de l'ordre, d'argent à la croix de Jérusalem de gueules. |
|                       | Chevaliers de collier                                                            | Les chevaliers de collier, les membres grand magistère, les lieutenants et les grands prieurs portent un parti à dextre à la croix de Jérusalem. |
|                       | Chevaliers grand-croix                                                           | Les chevaliers grand-croix entourent l'écu d'un ruban de l'ordre auquel est suspendue la croix et le trophée. |
|                       | Grands officiers                                                                 | Les grands officiers, avec un trophée pendant à un ruban noir sortant des flancs de l'écu. |
|                       | Commandeurs                                                                      | Les commandeurs, appendue à un ruban noir limité à la pointe de l'écu. |
|                       | Chevaliers et dames                                                              | Les chevaliers et dames suspendent la croix de l'ordre à la pointe de l'écu au moyen d'un nœud noir. |

## Étendard
Actuellement[Quand ?], en France, l'emblème de l'Ordre consiste en un étendard de soie blanche portant au centre la croix de Jérusalem de gueules à quatre bras égaux, potencée et accompagnée de quatre croisettes de même posées en canton.
La hampe est surmontée d'une croix d'or, double, à quatre bras égaux représentant l'ancienne croix des premiers chevaliers du Saint-Sépulcre. Elle est cravatée d'un ruban de soie moirée noire portant à chaque extrémité la croix de Jérusalem brodée en soie rouge.
La garde de l'étendard est dévolue à l'administrateur du palais, du musée et des maisons d'éducation de la Légion d'honneur.

## Protocole

### Uniforme

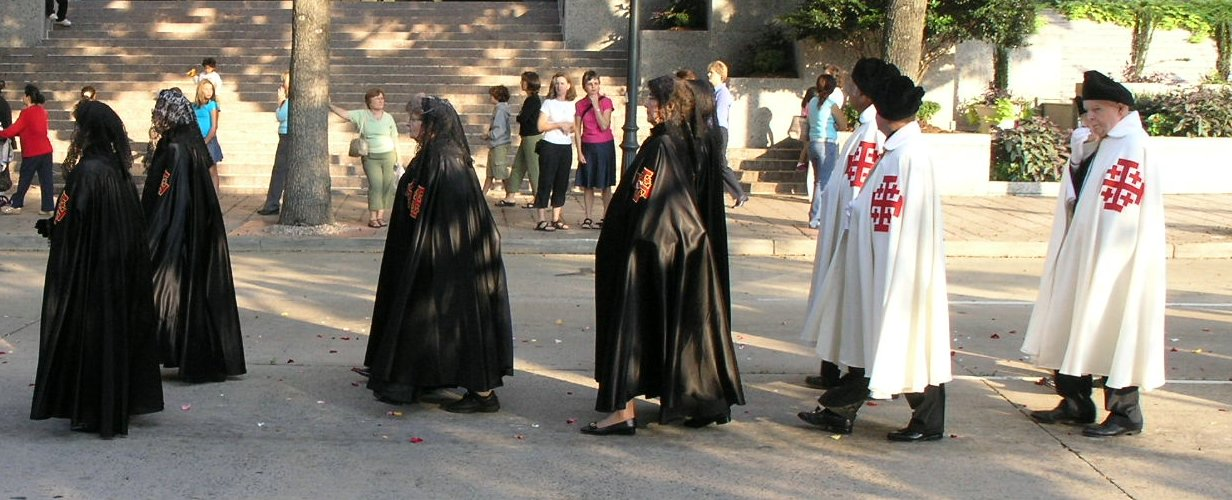
Dames et chevaliers de l'ordre du Saint-Sépulcre

Le costume des chevaliers se compose du manteau et d'un uniforme de type militaire. Les membres de quelques lieutenances en Europe en font usage.
Il existe deux types d'uniformes :
- l'uniforme de « grande cérémonie » - le plus ancien - se compose d'un pantalon de drap blanc ou rouge depuis 1977 et d'une redingote, également de drap blanc avec col, parements et plastron de velours noir, rehaussés de feuilles de laurier brodées d'or, plus ou moins fournies, selon le grade. Sur le plastron est brodée en soie rouge, si le chevalier est envoyé du Pape, la croix du Saint-Sépulcre. Des épaulettes brodées d'or, à franges, sont chargées d'une à trois croix du Saint-Sépulcre, selon le grade. L'uniforme est complété par un ceinturon de cuir noir supportant un porte épée et des éperons fixés à des bottine vernies. La coiffure est un bicorne noir, garni de plumes blanches et orné d'une cocarde blanche et rouge. Un exemplaire est visible au musée de la Légion d'honneur.

- l'uniforme de « petite cérémonie » est constitué d'un pantalon de drap rouge à galon d'or, et d'une veste en drap blanc ivoire. Les parements (manchettes et col) sont en velours rouge bordeaux accompagnés d'un nombre plus ou moins important de galons dorés, selon le grade. Un ceinturon de cuir recouvert d'un galon doré avec porte-épée, une épée, des bottines vernies et des éperons complètent le tout. La coiffure reste le bicorne.

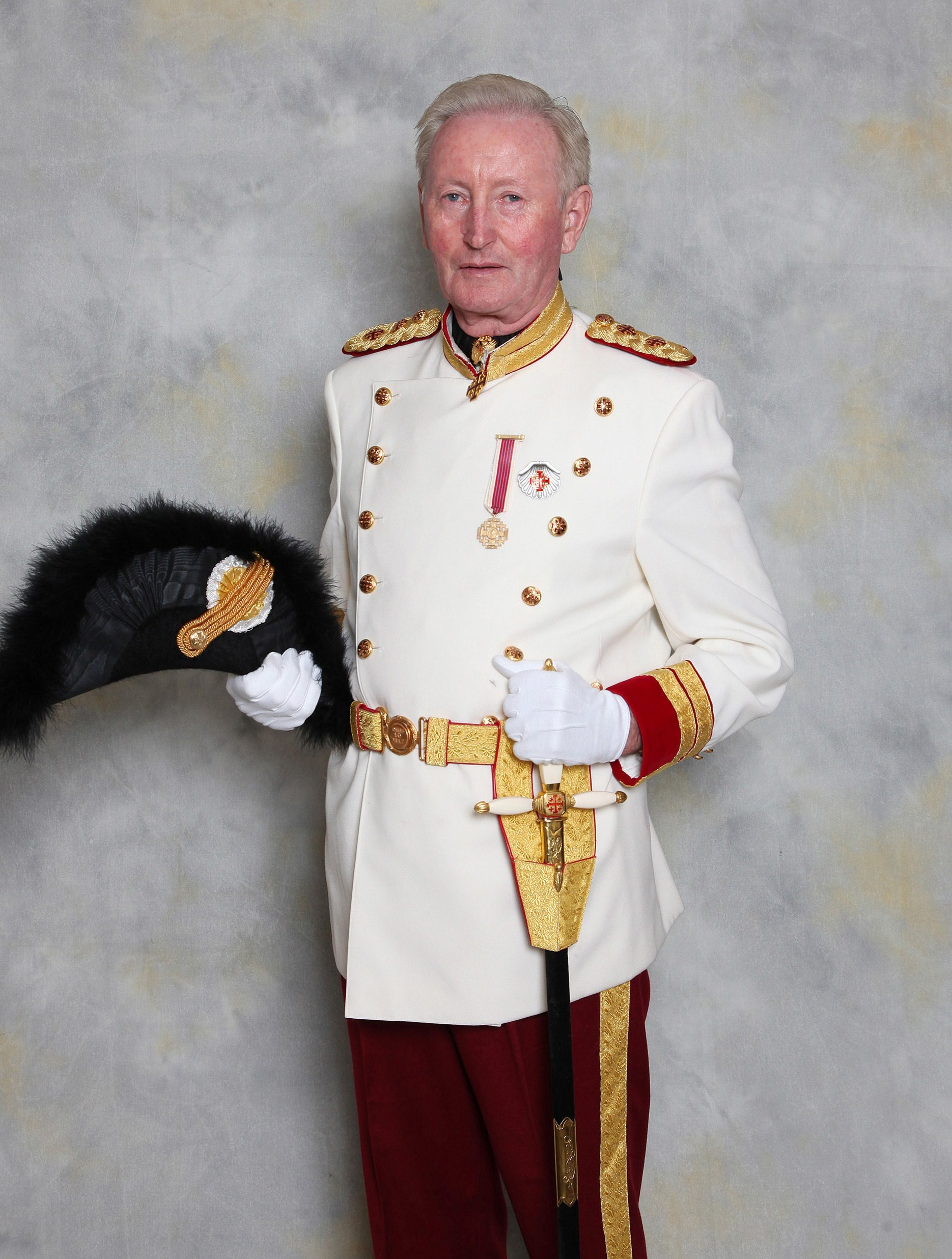
Chevalier en uniforme de petite cérémonie

Il existe deux modèles d'épée, en fonction des deux modèles d'uniforme. L'uniforme de grande cérémonie présenté au musée de la Légion d'honneur est accompagné d'une épée de « grande cérémonie ».
Les chevaliers espagnols possèdent un uniforme qui leur est propre (pantalon bleu, redingote crème à plastron de même couleur, toujours brodée de la grande croix du Saint-Sépulcre, etc.).
Le manteau, de type « pèlerine de cavalerie » est en drap blanc ivoire, doublé de satin blanc, avec un col de velours blanc. Sur le côté gauche, en avant du manteau et un peu en dessous de l'épaule figure la croix de Jérusalem en drap rouge. Fermé devant par deux brandebourgs blancs, il descend environ à 30 centimètres du sol.
Les écuyers de l'ordre portent le manteau en drap noir, doublé de satin noir, avec un col de velours noir à fine bordure rouge. Sur le côté gauche du manteau des écuyers, en avant et un peu en dessous de l'épaule figure aussi la croix de Jérusalem en drap rouge. Fermé par deux brandebourgs noirs, il descend environ à 30 centimètres du sol.
Les dignitaires de l'ordre peuvent porter le manteau chapitral blanc, ample et à grande roue, arrivant jusqu'à terre, avec la croix du Saint-Sépulcre rouge, un col à revers, une grande cordelière de coton d'or fermée par des nœuds coulants.
Les dames de l'ordre ont un manteau de drap noir doublé de satin blanc avec un col de velours noir. La croix de Jérusalem, de même dimension que celle des chevaliers, est liserée d'or.
Les ecclésiastiques portent une mosette de laine blanche, ornée d'une croix de l'ordre, sur un rochet à parements.
La toque est toujours constitutive du costume de l'ordre. Elle a la forme d'un bonnet soutenu verticalement à droite par une bande de velours noir, relevée et modelée, qui fait le tour du bonnet et va dégradant vers la gauche. Sur la partie la plus élevée sont appliquées les distinctions de grade.

### Insignes

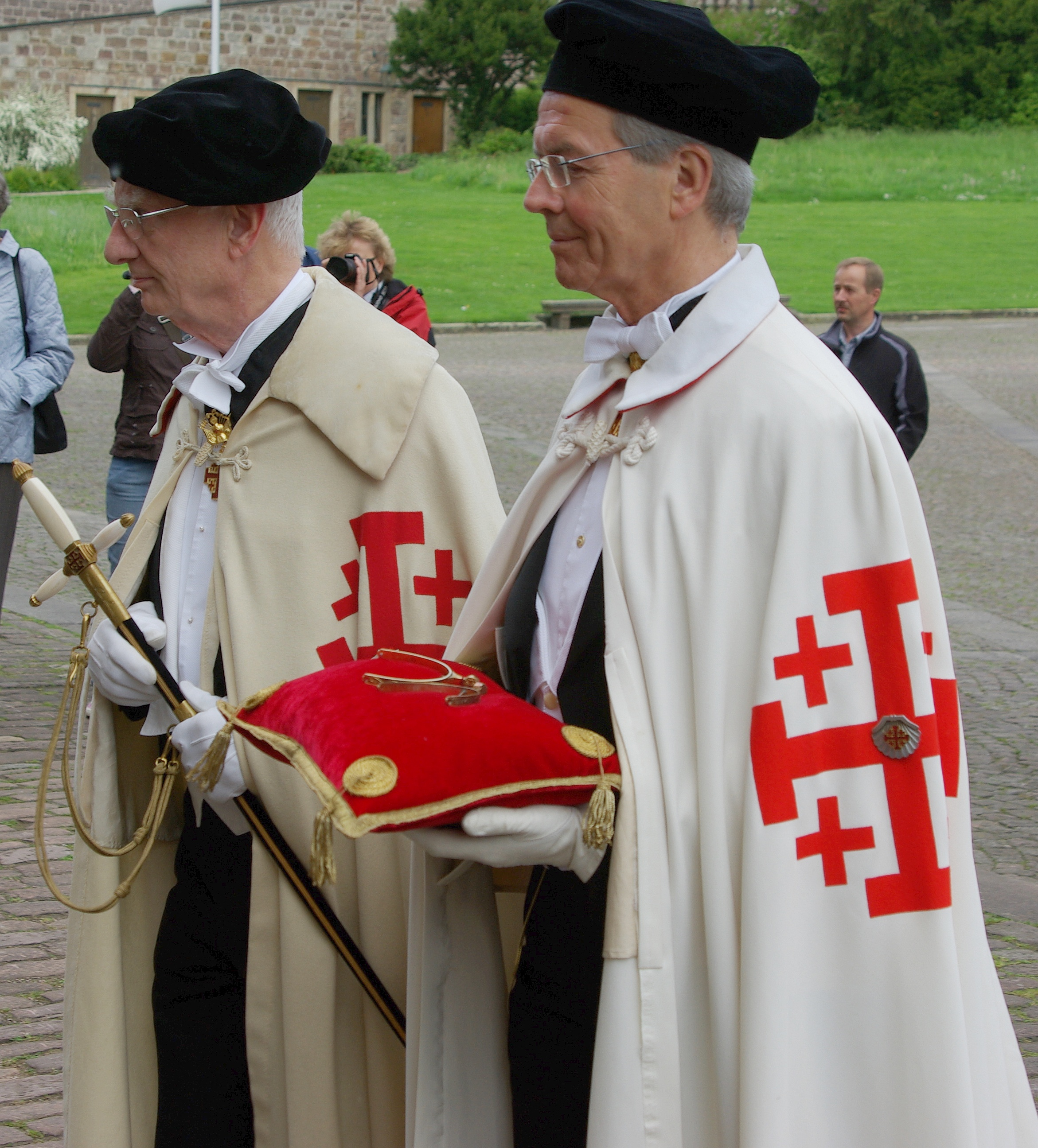
L'épée de « petite cérémonie » et l'éperon d'or

Jusqu'en 1868, tous les insignes étaient portés en sautoir. Avec la réforme des classes dans l'ordre décidée par le pape Pie IX, l'insigne, qui reste la croix de Jérusalem pour tous les grades, devient de taille différente et se porte en sautoir ou en écharpe. Apparaissent également les plaques de poitrine des grands officiers et des grands-croix.
La nature et la forme des insignes ont encore été précisés par le pape Pie X le 3 mai 1907 et confirmées par Pie XI le 6 janvier 1928.
Le type actuel est constitué par une croix de Jérusalem d'or, émaillée de rouge, surmontée d'un fleuron palmé d'or. Elle est attachée à un trophée d'or constitué par une cuirasse surmontée d'un casque avec panache légèrement taré à dextre, posé, une hache à dextre et une masse d'armes à senestre, le tout posé sur deux groupes d'une hallebardes et trois drapeaux aux hampes entrecroisées. Le ruban duquel pend la décoration est en moire entièrement noire.
En France, l’ordre du Saint-Sépulcre a été reconnu par le Conseil de la Légion d’honneur en 1855 et le 7 décembre 1887 comme ordre pontifical. Ses membres peuvent donc être autorisés à en porter les insignes, sous réserve d'en faire la demande à la grande chancellerie.

### Cérémonies
Les cérémonies débutent avec le mot du lieutenant, puis il y a une procession d'entrée et un cérémonial d'investiture. Lors des messes, le célébrant prononce le Veni Creator Spiritus après la prière universelle. Le Te Deum est chanté lors de la sortie.

## Prière des chevaliers du Saint-Sépulcre à Notre-Dame de Terre-Sainte
Ô Marie, reine de Terre-Sainte, protégez ce pays qui fut le vôtre ;

protégez ceux qui l'habitent, spécialement ceux qui croient en votre Fils.

Chez eux, celui qui souffrit Sa Passion, fut mis au tombeau et ressuscita, ouvrant ainsi les portes du Salut.

Aidez-les à retrouver la paix et la concorde dans la justice.

Aidez-nous à les conforter dans la foi avec fraternité et générosité, conformément à nos promesses.

Que, sous la conduite de votre Fils, l'unique Pasteur, nous formions tous ensemble un seul troupeau, en marche vers l'unique bercail.

Amen.

## Ordre du mérite du Saint-Sépulcre
L'ordre du mérite du Saint-Sépulcre a été institué en 1949 par le pape Pie XII, pour récompenser des faits ponctuels ou distinguer des personnalités qui ont rendu des services à l'ordre sans pour autant en être membres.
Depuis 1985, le grand magistère a réduit l'organisation de cet ordre de mérite à trois classes : or, argent et bronze.
L'insigne a la forme d'une croix grecque potencée d'or, émaillée de rouge, posée sur une couronne d'épines d'or. Elle est suspendue à un ruban de moire blanche rayé de trois bandes rouges.